# Liste der Bodendenkmale in Rabenstein/Fläming
Die Liste der Bodendenkmale in Rabenstein/Fläming enthält alle Bodendenkmale der brandenburgischen Gemeinde Rabenstein/Fläming und ihrer Ortsteile auf der Grundlage der Landesdenkmalliste vom 31. Dezember 2020.
Die Baudenkmale sind in der Liste der Baudenkmale in Rabenstein/Fläming aufgeführt.
| Gemarkung            | Flur    | Kurzansprache | Bodendenkmalnummer | Bemerkung | Bild |
| -------------------- | ------- | --- | ------------------ | --------- | ---- |
| Groß Marzehns (Lage) | 1, 3    | Dorfkern Neuzeit, Dorfkern Mittelalter                                                                                     | 30261              |           |      |
| Raben (Lage)         | 3       | Siedlung Eisenzeit, Gräberfeld Eisenzeit                                                                                   | 30152              |           |      |
| Raben (Lage)         | 3       | Altstadt deutsches Mittelalter, Altstadt Neuzeit                                                                           | 30155              |           |      |
| Raben (Lage)         | 4       | Befestigung deutsches Mittelalter                                                                                          | 30338              |           |      |
| Raben (Lage)         | 4       | Befestigung deutsches Mittelalter, Burg deutsches Mittelalter                                                              | 30339              |           |      |
| Rädigke (Lage)       | 2, 4    | Siedlung Ur- und Frühgeschichte                                                                                            | 30156              |           |      |
| Rädigke (Lage)       | 4       | Siedlung Urgeschichte, Siedlung deutsches Mittelalter                                                                      | 30157              |           |      |
| Rädigke (Lage)       | 3       | Turmhügel deutsches Mittelalter                                                                                            | 30336              |           |      |
| Rädigke (Lage)       | 2, 3, 4 | Kirche Neuzeit, Mühle Neuzeit, Siedlung Urgeschichte, Kirche deutsches Mittelalter, Dorfkern Neuzeit, Dorfkern Mittelalter | 30599              |           |      |